# DHB-Pokal 2014/15
Der DHB-Pokal 2014/15 war die 41. Austragung des Handballpokalwettbewerbs der Herren. Seit der Saison 2014/15 wird neben dem DHB-Pokal auch der DHB-Amateur-Pokal ausgetragen, dessen zwei Finalisten am DHB-Pokal 2015/16 teilnahmen.

## Hauptrunden

### 1. Runde
An der 1. Runde, deren Auslosung am 3. Juli 2014 in Düsseldorf stattfand, nahmen mit den 12 Bundesligisten, die in der Saison 2013/14 die Plätze 7 bis 18 belegen, allen 20 Zweitligisten der Saison 2013/14 und den 20 Vereinen aus den Landesverbänden 52 Mannschaften teil. Die Spiele der 1. Runde, in der die Vereine nach geographischen Gesichtspunkten in eine Nord- und eine Südstaffel eingeteilt wurden, fanden am 20. August 2014 statt. Bis zum Viertelfinale hatten immer die spielklassentieferen Vereine das Heimrecht gegenüber den spielklassenhöheren. Die Gewinner der einzelnen Partien zogen in die 2. Runde ein. Für die 1. Runde waren folgende Mannschaften qualifiziert:
| Bundesliga | 2. Bundesliga | ab 3. Liga |
| - SC Magdeburg - TSV Hannover-Burgdorf - TBV Lemgo - TuS N-Lübbecke - HSG Wetzlar - Frisch Auf Göppingen - VfL Gummersbach - GWD Minden - Bergischer HC - HBW Balingen-Weilstetten - TSG Friesenheim - HC Erlangen - SG BBM Bietigheim | - ThSV Eisenach - TV Emsdetten - TV Bittenfeld - SC DHfK Leipzig - HSG Nordhorn-Lingen - TV 1893 Neuhausen - ASV Hamm-Westfalen - VfL Bad Schwartau - TV Großwallstadt - TUSEM Essen - EHV Aue - Eintracht Hildesheim - DJK Rimpar Wölfe - HC Empor Rostock - TV 05/07 Hüttenberg - HG Saarlouis - SV Henstedt-Ulzburg - GSV Eintracht Baunatal1 - TSV Bayer Dormagen - HSC 2000 Coburg1 | - HSG Tarp-Wanderup - HSG Handball Lemgo II - VfL Fredenbeck - TV Korschenbroich - SG OSF Berlin - SV Langenweddingen - 1. VfL Potsdam - Wilhelmshavener HV - HG Hamburg-Barmbek - TuS Fürstenfeldbruck - TSG Haßloch - HSG Kleenheim - HSV Bad Blankenburg - SG Köndringen/Teningen - SV 04 Plauen-Oberlosa - SV 64 Zweibrücken - TSB Heilbronn-Horkheim - SG Pforzheim/Eutingen - TV Nieder-Olm - SG Leutershausen - TSV Altenholz |

1 Der HSC 2000 Coburg sowie der  GSV Eintracht Baunatal waren nicht im Wettbewerb vertreten.

#### Nord
| Datum, Uhrzeit           | Heimmannschaft             |   | Gastmannschaft             | Ergebnis             |
| ------------------------ | -------------------------- | - | -------------------------- | -------------------- |
| 20. Aug. 2014, 19:30 Uhr | HSG Handball Lemgo II (3L) | – | TuS N-Lübbecke (1L)        | 21:34 (15:19)        |
| 20. Aug. 2014, 20:00 Uhr | VfL Fredenbeck (3L)        | – | GWD Minden (1L)            | 20:33 (07:15)        |
| 20. Aug. 2014, 20:00 Uhr | TV Korschenbroich (3L)     | – | TSV Hannover-Burgdorf (1L) | 30:34 (15:16)        |
| 20. Aug. 2014, 19:00 Uhr | SG OSF Berlin (OL)         | – | SC Magdeburg (1L)          | 22:42 (13:20)        |
| 20. Aug. 2014, 19:30 Uhr | SV Langenweddingen (RL)    | – | TBV Lemgo (1L)             | 19:44 (07:23)        |
| 20. Aug. 2014, 19:30 Uhr | 1. VfL Potsdam (3L)        | – | Bergischer HC (1L)         | 22:37 (11:20)        |
| 20. Aug. 2014, 20:00 Uhr | SV Henstedt-Ulzburg (2L)   | – | VfL Bad Schwartau (2L)     | 26:27 (09:12) n. V.  |
| 20. Aug. 2014, 20:00 Uhr | Wilhelmshavener HV (3L)    | – | ASV Hamm-Westfalen (2L)    | 26:24 (14:13)        |
| 20. Aug. 2014, 20:15 Uhr | HG Hamburg-Barmbek (OL)    | – | TSV Altenholz (3L)         | 22:37 (12:16)        |
| 20. Aug. 2014, 19:30 Uhr | TSV Bayer Dormagen (2L)    | – | HSG Nordhorn-Lingen (2L)   | 21:18 (09:09)        |
| 20. Aug. 2014, 19:30 Uhr | HC Empor Rostock (2L)      | – | TUSEM Essen (2L)           | 38:37 (13:11) n. V.1 |
| 20. Aug. 2014, 20:00 Uhr | HSG Tarp-Wanderup (2L)     | – | Eintracht Hildesheim (2L)  | 18:41 (09:21)        |
| 20. Aug. 2014, 19:00 Uhr | TV Emsdetten (2L)          | – | EHV Aue (2L)               | 33:30 (18:10)        |

- 1 TUSEM Essen zieht trotz Niederlage in die 2. Runde ein, da der HC Empor Rostock einen nicht spielberechtigten Spieler einsetzte und damit ausscheidet.[6]

#### Süd
| Datum, Uhrzeit           | Heimmannschaft              |   | Gastmannschaft                | Ergebnis      |
| ------------------------ | --------------------------- | - | ----------------------------- | ------------- |
| 20. Aug. 2014, 19:30 Uhr | TuS Fürstenfeldbruck (3L)   | – | TSG Friesenheim (1L)          | 34:41 (17:21) |
| 20. Aug. 2014, 20:00 Uhr | TSG Haßloch (OL)            | – | HC Erlangen (1L)              | 16:34 (10:20) |
| 20. Aug. 2014, 20:00 Uhr | HSG Kleenheim (OL)          | – | Frisch Auf Göppingen (1L)     | 17:35 (08:16) |
| 20. Aug. 2014, 19:30 Uhr | HSV Bad Blankenburg (3L)    | – | SG BBM Bietigheim (1L)        | 28:40 (16:19) |
| 20. Aug. 2014, 20:00 Uhr | SG Köndringen/Teningen (3L) | – | VfL Gummersbach (1L)          | 25:35 (12:21) |
| 20. Aug. 2014, 20:00 Uhr | SV 04 Plauen-Oberlosa (RL)  | – | HSG Wetzlar (1L)              | 24:39 (13:18) |
| 20. Aug. 2014, 20:00 Uhr | SV 64 Zweibrücken (OL)      | – | HBW Balingen-Weilstetten (1L) | 22:33 (12:16) |
| 20. Aug. 2014, 20:00 Uhr | TSB Heilbronn-Horkheim (3L) | – | TV Großwallstadt (2L)         | 26:23 (13:09) |
| 20. Aug. 2014, 20:00 Uhr | SG Pforzheim/Eutingen (OL)  | – | TV 05/07 Hüttenberg (2L)      | 20:31 (09:15) |
| 20. Aug. 2014, 20:00 Uhr | TV Nieder-Olm (OL)          | – | DJK Rimpar Wölfe (2L)         | 10:35 (04:15) |
| 20. Aug. 2014, 19:30 Uhr | ThSV Eisenach (2L)          | – | SG Leutershausen (3L)         | 25:20 (16:08) |
| 20. Aug. 2014, 20:00 Uhr | TV 1893 Neuhausen (2L)      | – | HG Saarlouis (2L)             | 16:20 (09:07) |
| 20. Aug. 2014, 19:30 Uhr | SC DHfK Leipzig (2L)        | – | TV Bittenfeld (2L)            | 27:25 (12:11) |

### 2. Runde
An der 2. Runde nahmen 32 Klubs teil: die 6 Erstligisten, die in der Bundesligasaison 2013/14 die Plätze 1 bis 6 belegten, sowie die Sieger der 1. Runde. Die Auslosung zur 2. Runde wurde am 24. August 2014 durchgeführt und die Spiele fanden am 21. und 22. Oktober 2014 statt. Für die 2. Runde waren folgende Mannschaften qualifiziert:
| Bundesliga | 2. Bundesliga | 3. Liga                                                       |
| - THW Kiel - Rhein-Neckar Löwen - SG Flensburg-Handewitt - HSV Hamburg - Füchse Berlin - MT Melsungen - TuS N-Lübbecke - GWD Minden - TSV Hannover-Burgdorf - SC Magdeburg - TBV Lemgo - Bergischer HC - TSG Friesenheim - SG BBM Bietigheim - HSG Wetzlar - HBW Balingen-Weilstetten - VfL Gummersbach - Frisch Auf Göppingen - HC Erlangen | - VfL Bad Schwartau - TSV Bayer Dormagen - TUSEM Essen - Eintracht Hildesheim - TV Emsdetten - ThSV Eisenach - HG Saarlouis - SC DHfK Leipzig - TV Hüttenberg - DJK Rimpar | - Wilhelmshavener HV - TSV Altenholz - TSB Heilbronn-Horkheim |

| Datum, Uhrzeit           | Heimmannschaft              |   | Gastmannschaft                | Ergebnis      |
| ------------------------ | --------------------------- | - | ----------------------------- | ------------- |
| 21. Okt. 2014, 19:00 Uhr | VfL Gummersbach (1L)        | – | SG BBM Bietigheim (1L)        | 33:27 (16:08) |
| 21. Okt. 2014, 19:30 Uhr | THW Kiel (1L)               | – | TBV Lemgo (1L)                | 32:20 (17:08) |
| 21. Okt. 2014, 19:30 Uhr | SC DHfK Leipzig (2L)        | – | TV Hüttenberg (2L)            | 25:18 (08:06) |
| 22. Okt. 2014, 19:00 Uhr | SG Flensburg-Handewitt (1L) | – | MT Melsungen (1L)             | 38:22 (18:13) |
| 22. Okt. 2014, 19:00 Uhr | TV Emsdetten (2L)           | – | GWD Minden (1L)               | 32:34 (14:18) |
| 22. Okt. 2014, 19:30 Uhr | TSV Altenholz (3L)          | – | Frisch Auf Göppingen (1L)     | 20:32 (08:18) |
| 22. Okt. 2014, 19:30 Uhr | TUSEM Essen (2L)            | – | Füchse Berlin (1L)            | 21:29 (10:13) |
| 22. Okt. 2014, 19:30 Uhr | TSV Bayer Dormagen (2L)     | – | HBW Balingen-Weilstetten (1L) | 25:28 (14:12) |
| 22. Okt. 2014, 19:30 Uhr | Eintracht Hildesheim (2L)   | – | SC Magdeburg (1L)             | 25:35 (11:17) |
| 22. Okt. 2014, 19:30 Uhr | HC Erlangen (1L)            | – | HSG Wetzlar (1L)              | 26:23 (13:11) |
| 22. Okt. 2014, 19:30 Uhr | HG Saarlouis (2L)           | – | TSG Friesenheim (1L)          | 29:30 (13:14) |
| 22. Okt. 2014, 19:30 Uhr | TSB Heilbronn-Horkheim (3L) | – | Rhein-Neckar Löwen (1L)       | 27:37 (11:17) |
| 22. Okt. 2014, 20:00 Uhr | Wilhelmshavener HV (3L)     | – | VfL Bad Schwartau (2L)        | 30:26 (13:14) |
| 22. Okt. 2014, 20:00 Uhr | DJK Rimpar (2L)             | – | ThSV Eisenach (2L)            | 27:29 (13:12) |
| 22. Okt. 2014, 20:15 Uhr | Bergischer HC (1L)          | – | TuS N-Lübbecke (1L)           | 26:32 (11:13) |
| 22. Okt. 2014, 20:15 Uhr | TSV Hannover-Burgdorf (1L)  | – | HSV Hamburg (1L)              | 28:25 (14:11) |

### Achtelfinale
Die Auslosung der 3. Runde fand am 29. Oktober 2014, im Vorfeld des EM-Qualifikationsspiels der DHB-Auswahl gegen Finnland statt. Die Ligen der Teams entsprechen der Saison 2014/15. Das Achtelfinale wurde am 17. Dezember 2014 ausgetragen. Die Gewinner der einzelnen Partien zogen ins Viertelfinale ein. Für das Achtelfinale waren folgende Mannschaften qualifiziert:
| Bundesliga | 2. Bundesliga                     | 3. Liga              |
| - THW Kiel - Rhein-Neckar Löwen - SG Flensburg-Handewitt - Füchse Berlin - TuS N-Lübbecke - GWD Minden - TSV Hannover-Burgdorf - SC Magdeburg - TSG Friesenheim - HBW Balingen-Weilstetten - VfL Gummersbach - Frisch Auf Göppingen - HC Erlangen | - ThSV Eisenach - SC DHfK Leipzig | - Wilhelmshavener HV |

| Datum, Uhrzeit           | Heimmannschaft              |   | Gastmannschaft                | Ergebnis      |
| ------------------------ | --------------------------- | - | ----------------------------- | ------------- |
| 17. Dez. 2014, 19:00 Uhr | TSV Hannover-Burgdorf (1L)  | – | VfL Gummersbach (1L)          | 30:31 (17:18) |
| 17. Dez. 2014, 19:30 Uhr | GWD Minden (1L)             | – | Frisch Auf Göppingen (1L)     | 23:32 (10:13) |
| 17. Dez. 2014, 19:30 Uhr | SG Flensburg-Handewitt (1L) | – | TSG Friesenheim1 (1L)         | 39:20 (19:10) |
| 17. Dez. 2014, 19:30 Uhr | SC DHfK Leipzig (2L)        | – | HBW Balingen-Weilstetten (1L) | 28:24 (16:12) |
| 17. Dez. 2014, 19:30 Uhr | THW Kiel (1L)               | – | TuS N-Lübbecke (1L)           | 30:29 (17:14) |
| 17. Dez. 2014, 19:30 Uhr | ThSV Eisenach (2L)          | – | SC Magdeburg (1L)             | 27:28 (15:11) |
| 17. Dez. 2014, 20:00 Uhr | Wilhelmshavener HV (3L)     | – | Rhein-Neckar Löwen (1L)       | 27:31 (14:17) |
| 17. Dez. 2014, 20:15 Uhr | HC Erlangen (1L)            | – | Füchse Berlin (1L)            | 23:27 (10:12) |

1Die TSG Friesenheim musste auf ihr Heimrecht verzichten, weil zum offiziellen Spieltermin die Ludwigshafener Friedrich-Ebert-Halle bereits belegt ist und keine andere Halle mit ausreichender Kapazität zur Verfügung steht.

### Viertelfinale
Die Auslosung der Viertelfinalspiele fand am 20. Dezember 2014 statt. Die Partien des Viertelfinals wurden am 4. März 2015 ausgetragen. Die Ligen der Teams entsprechen der Saison 2014/15. Folgende Mannschaften waren qualifiziert:
| Bundesliga | 2. Bundesliga     |
| - VfL Gummersbach - Frisch Auf Göppingen - SG Flensburg-Handewitt - THW Kiel - SC Magdeburg - Rhein-Neckar Löwen - Füchse Berlin | - SC DHfK Leipzig |

| Datum, Uhrzeit          | Heimmannschaft          |   | Gastmannschaft              | Ergebnis      |
| ----------------------- | ----------------------- | - | --------------------------- | ------------- |
| 4. März 2015, 17:30 Uhr | SC DHfK Leipzig (2L)    | – | Füchse Berlin (1L)          | 19:29 (08:16) |
| 4. März 2015, 19:00 Uhr | SC Magdeburg (1L)       | – | Frisch Auf Göppingen (1L)   | 32:17 (12:06) |
| 4. März 2015, 19:00 Uhr | Rhein-Neckar Löwen (1L) | – | THW Kiel (1L)               | 29:26 (15:14) |
| 4. März 2015, 20:45 Uhr | VfL Gummersbach (1L)    | – | SG Flensburg-Handewitt (1L) | 22:28 (08:14) |

## Final Four
Die Endrunde, das Final Four, fand in der O2 World in Hamburg am 9. und 10. Mai 2015 statt.

### Halbfinale
Die Auslosung der Halbfinals fand am 13. März 2015 um 11 Uhr statt. Für das Halbfinale waren folgende Mannschaften qualifiziert:
| Bundesliga                                                                   |
| - Rhein-Neckar Löwen - SG Flensburg-Handewitt - SC Magdeburg - Füchse Berlin |

Die Spiele der Halbfinals fanden am 9. Mai 2015 statt. Der Gewinner jeder Partie zog in das Finale des DHB-Pokals 2015 ein.
| Datum, Uhrzeit         | Heimmannschaft     |   | Gastmannschaft         | Ergebnis      |
| ---------------------- | ------------------ | - | ---------------------- | ------------- |
| 9. Mai 2015, 14:00 Uhr | Rhein-Neckar Löwen | – | SG Flensburg-Handewitt | 23:24 (10:10) |
| 9. Mai 2015, 16:45 Uhr | Füchse Berlin      | – | SC Magdeburg           | 26:27 (15:12) |

1. Halbfinale

Rhein-Neckar Löwen: Landin, Rutschmann – Schmid (3), Gensheimer  (11/6), Kneer , Sigurmannsson, Myrhol (1), Steinhauser, Larsen, Groetzki (1), Reinkind (2), Guardiola  (1), Petersson   (3), Ekdahl Du Rietz (1)
SG Flensburg-Handewitt: Andersson, Møller – Karlsson , Nenadić, Eggert (2/1), Mogensen (1), Svan  (4), Wanne (2), Kaufmann  , Jakobsson (7), Zachariassen  (2), Gottfridsson   (6), Macke , El-Ahmar
Schiedsrichter: Andreas Pritschow & Marcus Pritschow
2. Halbfinale

Füchse Berlin: Heinevetter, Grunz, Štochl – Wiede  (3), Nenadić (9/1), Pevnov (2), Romero (1), Weyhrauch, Zachrisson (2), Horák , Igropulo, Nielsen    (1), Petersen  (5/3), Drux (3)
SC Magdeburg: Green, Quenstedt – Rojewski  (2), Musche, van Olphen  (4), Natek    (5), Bagersted (1), Grafenhorst (2), Haaß   (2), Bezjak (5), Weber (3/2), Saul, Jurecki (3), Hansen
Schiedsrichter: Fabian Baumgart & Sascha Wild

### Finale
Das Finale fand am 10. Mai 2015 statt. Der Gewinner der Partie war Sieger des DHB-Pokals 2015.
| Datum, Uhrzeit          | Heimmannschaft         |   | Gastmannschaft | Ergebnis                            |
| ----------------------- | ---------------------- | - | -------------- | ----------------------------------- |
| 10. Mai 2015, 14:15 Uhr | SG Flensburg-Handewitt | – | SC Magdeburg   | 27:27 n. V. (24:24, 11:11) 5:4 i.S. |

SG Flensburg-Handewitt: Andersson, Møller – Karlsson , Nenadić, Eggert  (9/6), Mogensen  (3), Svan   (4/1), Wanne (1/1), Kaufmann (4), Jakobsson (6), Zachariassen  (2), Gottfridsson  (2/1), Macke, El-Ahmar (1/1)
SC Magdeburg: Green, Quenstedt – Rojewski (2), Musche (3), van Olphen (1), Natek  (6), Bagersted   (3), Grafenhorst (1), Haaß (3/1), Bezjak (5/1), Weber (6/3), Saul, Jurecki   (1/1), Hansen
Schiedsrichter: Holger Fleisch & Jürgen Rieber